# تفاعل ديلز-ألدر
تفاعل ديلز ألدر (Diels-Alder reaction) من التفاعلات العضوية الشهيرة ويكون عادة من نوع الإضافة الحلقية حيث يتكون منه مركب حلقي. يحدث التفاعل بين ألكين ثنائي الرابطة المزدوجة (دايين) وألكين مستبدل، والذي عادة يسمى محب للترافق بين الرابطتين المزدوجتين في الألكين الأول ليتكون هكسين حلقي متفرع.
توصل عالمان ألمانيان في عام 1928 م إلى هذا التفاعل واخذوا عليه جائزة نوبل في الكيمياء عام 1950 م. يعد التفاعل من أهم تفاعلات الاصطناع العضوي ليعطي ناتج حلقي يسمى ناتج إضافة.

## آلية التفاعل
خلال التفاعل تتكون رابطتين سيغما جديدتين ورابطة باي في النواتج. وتستهلك رابطتين المزدوجتين من مواد التفاعل. ويتم التفاعل بين الدايين متبادل ومركب يحوي رابطة مزدوجة ويسمى ""الداينوفيل"" والناتج عبارة عن حلقة سداسية بها رابطة مزدوجة.
ويتم التفاعل كالتالي:
«الرأي السائد» 
هذا يبين كيفية حركة الإلكترونات فمعظم تفاعلات ديلز-الدر هي تفاعلات عكسية.
عوامل تحسن سرعة تفاعل ديلز الدر: وجود مجموعات ساحبة للإلكترونات على الديينوفيل ومجموعات مانحة للإلكترونات على الدايين diene فهذا يزيد من فرص حدوث هذا التفاعل.
الضغط العالي ودرجة الحرارة العالية يحسن سرعة هذا التفاعل وكذلك استخدام حمض لويس عند درجات الحرارة العادية يعمل على تحسين سرعة هذا التفاعل.

## وصلات خارجية
- Asymmetric Hetero-Diels–Alder Reactions
- Semi-empirical calculations of the Diels–Alder reaction.
- Endo Addition Rule
- Recent Advances in Asymmetric Diels-Alder Reactions
- English Translation of Diels and Alder's seminal 1928 German article that won them the Nobel prize. English title: 'Syntheses of the hydroaromatic series'; German title "Synthesen in der hydroaromatischen Reihe".